# Economia de l'Iraq
L'economia de l'Iraq es caracteritza per una forta dependència de l'exportació de petroli i per accentuar un desenvolupament dirigit per organismes centrals. Abans de l'esclat de la guerra contra Iran al setembre de 1980, el futur de l'economia iraquiana era brillant. La producció de petroli havia aconseguit el nivell de 3,5 milions de barrils per dia i els ingressos del petroli sumaven 21.000 milions de dòlars en 1979 i 27.000 milions de dòlars en 1980. En començar la guerra, l'Iraq havia acumulat aproximadament 35.000 milions de dòlars en reserves de divises.

## Guerra Iran-l'Iraq
La guerra entre Iran i l'Iraq va esgotar les reserves de divises de l'Iraq, va destruir la seva economia i va deixar al país un deute extern superior als 40.000 milions de dòlars. Després de la fi del conflicte, les exportacions de petroli van començar a pujar, a poc a poc, gràcies a la construcció de nous oleoductes i a la restauració de les instal·lacions destruïdes.